# Gilgamesh et Huwawa

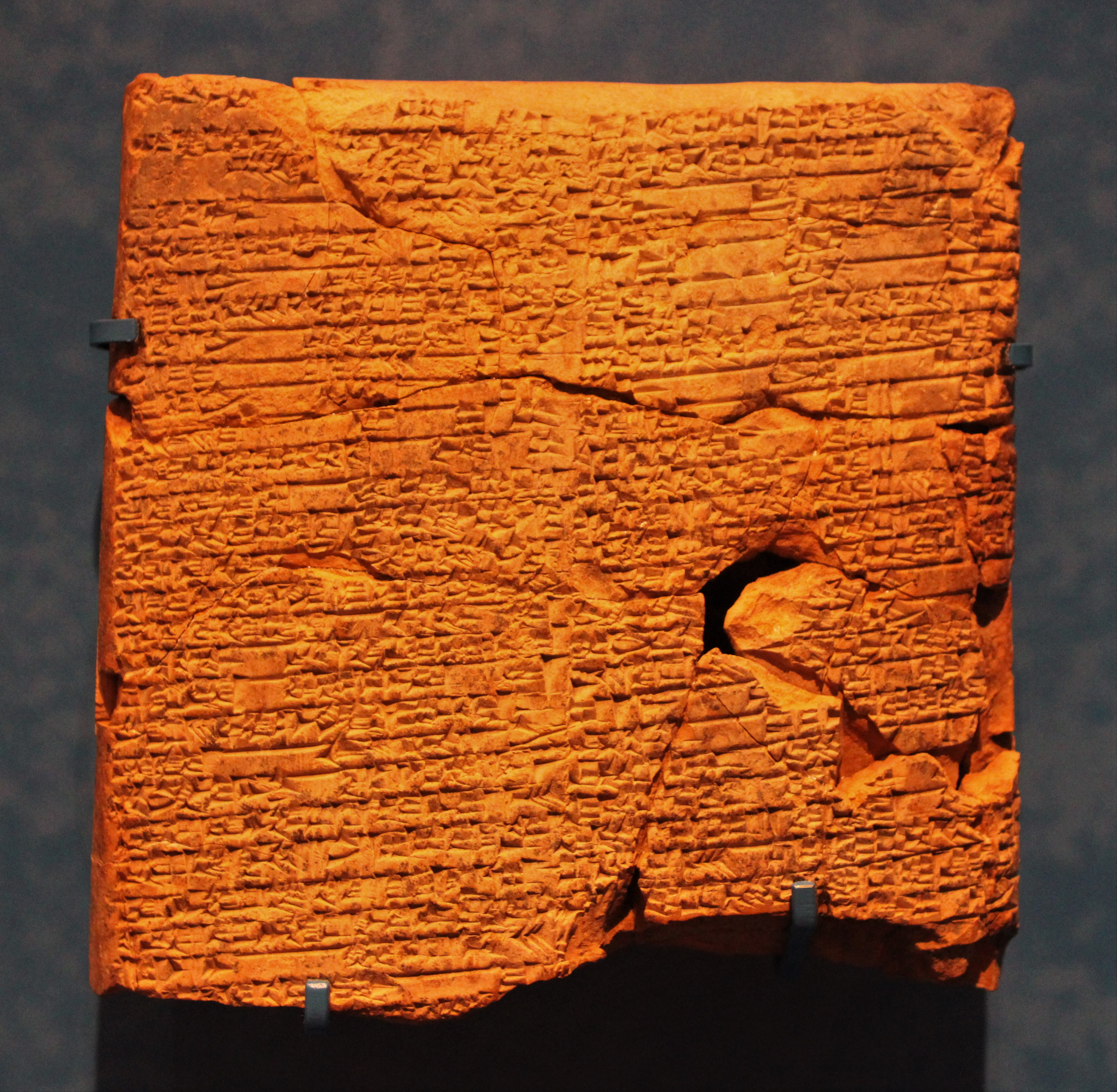
Tablette avec le récit Gilgamesh et Huwawa. Ashmolean Museum.

Gilgamesh et Huwawa est un récit épique en sumérien, mettant en scène le héros Gilgamesh (Bilgamesh dans le texte en sumérien), roi d'Uruk, assisté par son acolyte Enkidu, affrontant le monstre Huwawa, gardien de la Forêt des Cèdres. Ce texte est connu par deux versions (au déroulement apparemment proche), dites A et B, la première étant de loin la plus attestée et la mieux connue, la seconde étant moins documentée et moins bien reconstituée. Sa trame a été reprise dans l’Épopée de Gilgamesh, notamment les tablettes III à V de la version standard de cette œuvre, même si elle en diverge sur plusieurs points. 
Le texte débute par Gilgamesh désirant gagner l'immortalité par la gloire, et décidant d'aller dans la Forêt de Cèdres, située dans une contrée éloignée à l'est, du côté du soleil levant, pour battre Huwawa. Sur le conseil de son serviteur Enkidu, il demande l'autorisation du dieu-soleil Utu, qui lui accorde son soutien, et sept constellations qui guideront son expédition. Le héros, accompagné d'Enkidu et d'autres hommes d'Uruk, se rend dans la forêt où il abat un grand arbre, ce qui réveille Huwawa qui déchaîne contre les intrus son aura terrifique, qui les étourdit. Enkidu réveille Gilgamesh, et les deux partent à la rencontre du démon. Huwawa s'enquiert des raisons de la venue de ces hommes, et Gilgamesh lui répond qu'il est venu lui proposer en mariage ses deux sœurs Enmebaragesi et Peshtur, ainsi que de nombreux trésors d'une valeur inestimable. À chaque présent qu'il se voit promettre, Huwawa réduit son aura protectrice, jusqu'à ce qui ne lui en reste plus. Gilgamesh révèle alors sa ruse : il frappe Huwawa et le capture. Enkidu conseille alors à Gilgamesh de le mettre à mort afin de ne pas les exposer au danger de ses représailles, ce à quoi Huwawa répond en l'invectivant, en Enkidu furieux lui tranche la gorge. Gilgamesh offre ensuite la tête décapitée du démon au grand dieu Enlil, mais ce dernier se met en colère à la vision du présent, leur disant qu'ils auraient dû traiter Huwawa avec les plus hauts égards. Enlil distribue alors les auras de Huwawa à diverses entités (le champ, la rivière, la cannaie, le lion, les bois, le palais, la déesse Nungal), et garde la dernière pour lui.
Dans la version B, une différence est l'intervention du dieu Enki, qui est ici celui qui conseille Gilgamesh d'aller duper Huwawa.